# Bellavara, Alur
Bellavara là một làng thuộc tehsil Alur, huyện Hassan, bang Karnataka, Ấn Độ.